# Guionet
Guionet o  Guigenet o  Guizenet (fl. XIII secolo) è un trovatore occitano attivo nel XII-XIII secolo che compare in alcune tenzone, identificabile con Cabrit, Esperdut o Gui de Cavaillon.
Di Guionet abbiamo alcune tensos: una con un certo Guilhem, una con Mainart Ros (En Maenart Ros, a saubuda), una con  Raimbaut (En Raymbaut, pros dompna d'aut linhatge) e un'altra con Peire de Pomairol (Pomairols, dos baros sai)
Tenso tra Guionet e Peire de Pomairol
           [Guionet]

           Pomairols, dos baros sai

           pros et ab bonas genz

           es l'uns noiritz et estai

           et es plus que valenz!

           L'autr'estai entr' avol gen

           et a bon pretz valen.

           Veirem si saubretz chauzir

           a cal deu om mais grazir

           son bon captenemen.

           [Peire]

           Guionet, qui bos faitz fai

           entr' omes conoissenz,

           ges de si mezeis no.ls trai!

           Car lo bos noirimenz

           lo fai larc et avinen,

           per qu'eu prez per un cen

           celui que.s sap enantir

           entre.ls crois tan que fai dir

           que pretz a engalmen.

           [...]

           [Guionet]

           Pomairols, lo jutgamen

           faza d'aquest conten

           en Reforzatz que sap dir

           e far tot can deu grazir

           bos pretz enteiramen.

           [Peire]

           Guionet, per bon l'en pren!

           Mas n'Alazais qu'enten

           en tot bon pretz enantir,

           poncelleta prec c'al dir

           lo guar de fallimen.